# Lamna śledziowa
Lamna śledziowa, lamna, żarłacz śledziowy, rekin śledziowy (Lamna nasus) – gatunek ryby lamnokształtnej z rodziny lamnowatych (Lamnidae).

## Występowanie
Żarłacz śledziowy ma antytropikalne i dysjunktywne rozmieszczenie, występując na północnym Atlantyku i półkuli południowej w wodach umiarkowanych i zimno-umiarkowanych.
Na północno-wschodnim Atlantyku występuje u wybrzeży Grenlandii, Islandii, Norwegii, Wysp Brytyjskich, Szwecji, Niemiec, Francji, na południe od Hiszpanii, Portugalii (w tym Azorów) i Maroka. Szacuje się jednak, że jego populacja w północno-wschodnim Atlantyku zmniejszyła się o 80–95% w ciągu ostatnich trzech pokoleń (57 lat).
Historycznie występował również w całym Morzu Śródziemnym, ale obecnie nie ma pewności, jaki obszar Morza Śródziemnego zamieszkuje ten gatunek. Uważa się jednak, że zniknął przynajmniej z zachodniego regionu.
W przeszłości za obszar występowania tej ryby uważano także cały akwen Morza Bałtyckiego. Obecnie jednak uważa się, że w Morzu Bałtyckim ryba ta regularnie występuje tylko w cieśninie Kattegat pomiędzy Danią a Szwecją, gdzie i tak pojawia się bardzo rzadko. Ryba ta jest największym z trzech gatunków rekinów występujących naturalnie w Bałtyku.
Żarłacze śledziowe nie występują na północnym Pacyfiku, gdzie są zastępowane przez swojego krewnego, rekina łososiowego.
W strefie otwartego morza, zwykle w górnych warstwach wody, jest to najdalej na północ wypływający rekin.

## Cechy morfologiczne
Osiąga maksymalnie do 3,5 m długości i masę 150–200 kg. Ciało wrzecionowate, stosunkowe krótkie, ze stożkowatym pyskiem. Uzębienie w obu szczękach w postaci wąskich zębów. Płetwa grzbietowa podwójna, druga znacznie mniejsza. Płetwa ogonowa w kształcie półksiężyca.
Grzbiet ciemno- lub niebieskoszary. Strona brzuszna czysto biała. Płetwy grzbietowe ciemno zabarwione, przednia z nich zazwyczaj jasno obrzeżona.

## Ataki na człowieka
Gatunek ten rzadko atakuje ludzi. Międzynarodowy rejestr ataków rekinów (ang. International Shark Attack File) zawiera jedynie dwa niesprowokowane ataki, jeden u wybrzeży Anglii i jeden u wybrzeży Kanady, oba na nurków i oba bez skutków śmiertelnych.
Gatunek został także sfilmowany, wykonując szybkie ruchy w kierunku nurków pracujących przy platformach wiertniczych na Morzu Północnym, jednak bez wyrządzania szkody. Jest to prawdopodobnie zachowanie obronne lub powodowane ciekawością.

## Odżywianie
Żywi się rybami ławicowymi i głowonogami.

## Rozród
Osiąga dojrzałość płciową przy długości około 1,5 m. Ryba jajożyworodna. W miocie rodzi się 1 lub 2, rzadko 3 młode.